# Zasady filozofii

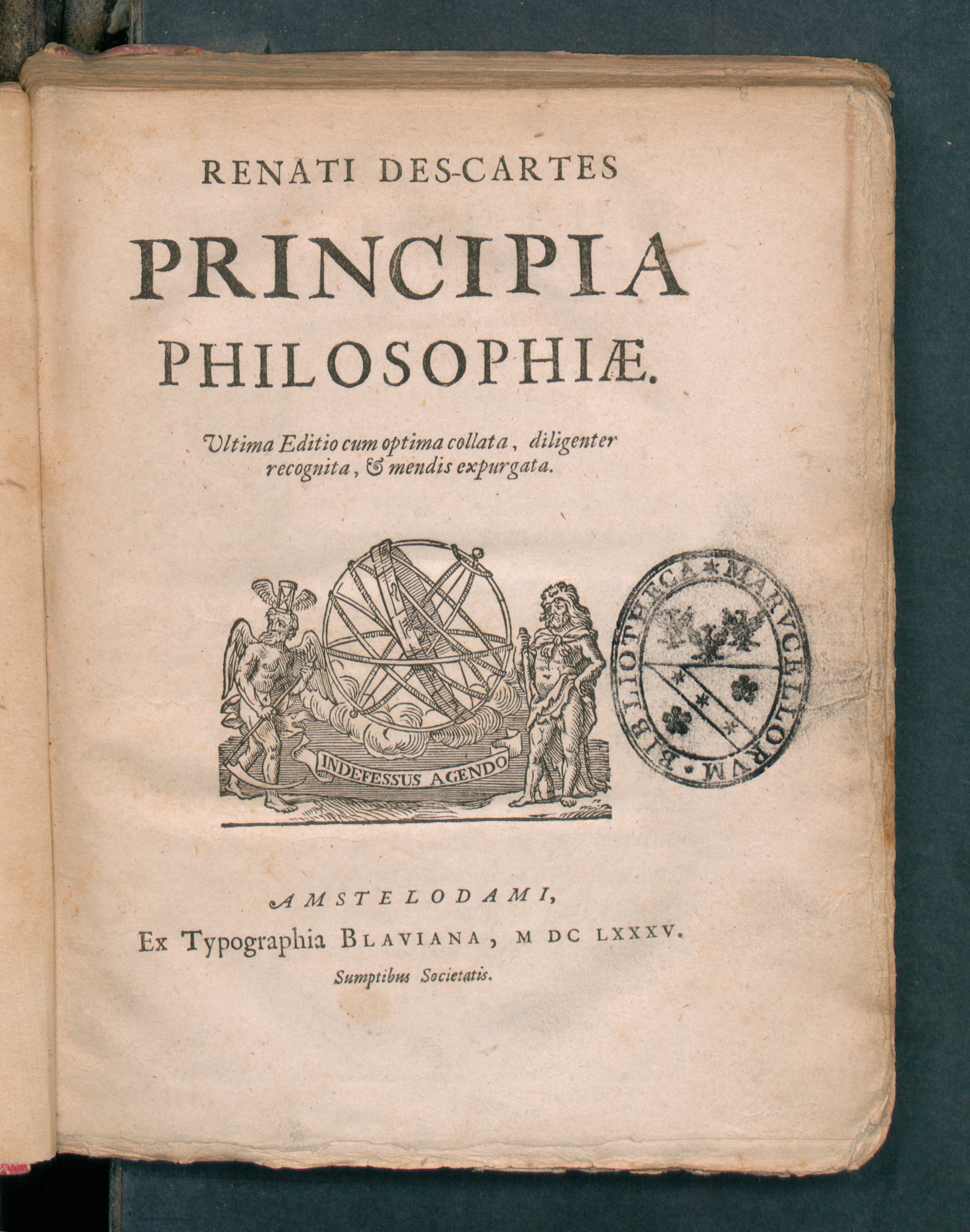
Principia philosophiae, 1685

Zasady filozofii (łac. Principa philosophiae, fr. Les Principes de la Philosophie) – pismo filozoficzne Kartezjusza wydane przez Elzeviera w Amsterdamie w 1644. Stanowi ono ostatnie z najważniejszych pism Kartezjusza wydanych za jego życia. W wielu aspektach ustępuje pismom wcześniejszym, jest jednak od nich bardziej systematyczne, przekazuje ustalone zagadnienia i ich rozwiązania w formie w pełni wyklarowanego systemu zasad. Stanowi też jedyny pełny wykład fizyki Kartezjusza, mimo wielu teoretycznych niedoskonałości będący najważniejszą popularyzacją nowej fizyki XVII wieku, która w znaczący sposób przyczyniła się do przełamania schematów fizyki arystotelesowskiej w świadomości XVII-wiecznych uczonych. Polski przekład Izydory Dąmbskiej ukazał się w 1960.

## Powstanie tekstu
Dzieło zadedykowane jest księżniczce Elżbiecie czeskiej, córce elektora Palatynatu Reńskiego i niedoszłego króla Czech Fryderyka, przyjaciółce i uczennicy Kartezjusza. Zasady filozofii zostały napisane po łacinie, w języku nauki XVII wieku, gdyż zostały zamierzone jako podręcznik szkolny. Język łaciński znała także księżniczka Elżbieta, którą Kartezjusz poznał dzięki Pollotowi, pośrednikowi między nią a filozofem, gdy przebywała w Hadze. Owocem znajomości filozofa z księżniczką jest także bogata korespondencja filozoficzna i dzieło Namiętności duszy. O różnych etapach powstawania tekstu i o toku druku Kartezjusz pisze w liście do Colviusa z 23 kwietnia 1643 i w liście do Pollota z 1 stycznia 1644.
Kartezjusz zamierzył Zasady jako podręcznik, przeznaczony nie tylko dla księżniczki Elżbiety, ale dla szerokiego grona uczniów, podręcznik mający zastąpić Fizykę Arystotelesa. Zamierzenie to tłumaczy suchą formę dzieła i to, że podzielone jest na dużą liczbę drobnych, łatwych do opanowania pamięciowego zasad. Zachęcał o. Pierre'a Bourdina, by propagował dzieło wśród jezuitów i rozdawał im jego egzemplarze, co miało doprowadzić do zastąpienia fizyki arystotelesowskiej kartezjańską w dominującym we wszystkich krajach katolickiej Europy systemie edukacji jezuickiej. Brak szerszego oddźwięku wśród uczonych jezuickich i jednocześnie o wiele cieplejsze przyjęcie Zasad wśród szerokiej publiczności skłonił Kartezjusza do przyjęcia propozycji przełożenia Zasad i Medytacji na francuski, co uczyniło je dostępnymi szerokiemu gronu czytelników.
Przekład francuski Zasad, sporządzony przez przyjaciela Kartezjusza, księdza Claude'a Picot, ukazał się już w 1647 w Paryżu nakładem Henriego Le Grasa, wkrótce po edycji francuskiej wersji Medytacji o pierwszej filozofii, został jednak sporządzony w 1644. Oba przekłady wiązały się z podróżami Kartezjusza do Francji w 1644 i 1647, pierwszymi od 1628. Rok 1644 był dla Kartezjusza trudny, stanowił apogeum konfliktu z Uniwersytetem w Utrechcie – mimo tej trudnej sytuacji musiał jednak opuścić Holandię i wyjechać w maju do Francji ze względu na sytuację rodzinną. Otrzymał przy tym przyrzeczenie, że łacińskie Zasady zostaną wysłane do Francji natychmiast po wydrukowaniu, ostatecznie jednak wydana w czerwcu 1644 książka przybyła tam nieco później. Zabrał ze sobą jednak przeznaczoną dla drukarza kopię pozbawioną ilustracji, z której to właśnie rozpoczął swój przekład ksiądz Picot, w którego domu w Paryżu zatrzymał się (według biografii Adriena Bailleta) na krótko w maju lub na początku czerwca od razu po przybyciu do Francji.
To właśnie podróż do Francji w 1644 przyniosła Kartezjuszowi pojednanie z jezuitami. Jedynie Bourdin wciąż był mu wrogi, zmienił jednak radykalnie stanowisko po interwencji Kartezjusza u prowincjała o. Dineta. Ze względów dyplomatycznych to właśnie o. Bourdin miał przekazać Dinetowi i francuskim uczonym jezuickim przygotowane specjalnie dla nich egzemplarze Zasad. Miało to na celu wskazanie uczonym i teologom Towarzystwa, że pojednanie jest szczere i całkowite. Mimo przyjaznych opinii o. Dineta i o. Charlesa o Zasadach główny cel Kartezjusza, uczynienie ich podręcznikiem w jezuickim szkolnictwie, nie został jednak zrealizowany, a ich odpowiedzi na ponaglenia ze strony Kartezjusza były wymijające i skąpe.
Wracając z Francji w listopadzie 1644, Kartezjusz musiał spędzić dwa tygodnie w Calais ze względu na uniemożliwiające dalszą podróż burze morskie – właśnie ten czas wykorzystał na przejrzenie i uzupełnienie powstałego już przekładu Picota. Podobnie jak w przypadku Medytacji o pierwszej filozofii, przekład został dokładnie przejrzany i poprawiony przez autora – teksty łaciński i francuski Zasad różnią się jednak od siebie o wiele bardziej niż teksty łaciński i francuski Medytacji. Tekst francuski Zasad filozofii zawiera liczne modyfikacje i dodatki, których autorem jest niewątpliwie sam Kartezjusz. Oba teksty muszą więc być ze sobą często konfrontowane i porównywane przez badaczy. Ostatnich poprawek tekstu francuskiego Zasad, poprzedzających jego wydanie w tym samym roku, dokonał Kartezjusz w czasie podróży do Francji rozpoczętej w czerwcu 1647. W czasie tej podróży do francuskiego tekstu Zasad został w charakterze wstępu dołączony list do tłumacza. Od jesieni 1648 i na początku 1649 Kartezjusz zajmował się intensywnie prowadzeniem eksperymentów potrzebnych do napisania piątej i szóstej części Zasad, mających traktować o człowieku i zwierzętach, części tej jednak ostatecznie nie powstały.

### Ilustracje
II, III i IV część Zasad ilustrują ryciny. W pierwszym wydaniu umieszczono 90 ilustracji, ale tylko 25 z nich nie powtarzało się. Pozostałe powtarzają się od dwóch do jedenastu razy. Łącznie figur jest 46. Według przedmowy Charlesa Adama do Zasad 45 – co prawdopodobnie jest wynikiem potraktowania którychś rycin łącznie. W wydaniu francuskim i przekładach niemieckich jest 47, ale dwie z nich – rycina 5 i 10, które w wydaniu łacińskim są identyczne, są do siebie bardzo podobne. W niemieckim wydaniu Buchenaua rycina 5 i 10 są identyczne, ale osobno numerowane, w niemieckim wydaniu J. H. Kirchmana nieco się różnią.
W różnych wydaniach tekstu różnie rozwiązywano kwestię ich układu i powiązania z tekstem – czasem figury umieszczano przy tekście, ilekroć tekst się do nich odwołuje, czasem umieszczani je po tekście. W wydaniu polskim każda rycina pojawia się tylko raz w dodatku załączonym do tekstu, a w samym tekście umieszczono odpowiednie 90 odsyłaczy.

## Treść i znaczenie
Dzieło poprzedzone jest dwoma listami – listem do księżniczki Elżbiety i listem do tłumacza. Właściwy tekst składa się z czterech części – pierwsza, traktująca o zasadach poznania ludzkiego i obejmująca 76 zasad, jest ogólnym wprowadzeniem do filozofii kartezjańskiej – porusza kwestie natury prawdy, wątpienia, myślenia, istnienia Boga, zawierając przy tym wszystkie istotne elementy kartezjańskiej filozofii. Druga, traktująca o zasadach rzeczy materialnych i obejmująca 64 zasady, omawia najogólniejsze zagadnienia fizyki kartezjańskiej, dotyczące kosmosu, ciał fizycznych, materii, czasu i ruchu. Trzecia, traktująca o świecie widzialnym i obejmująca 157 tez, omawia bardziej szczegółowe zagadnienia fizyczne – zjawiska związane z niebem i ruchem planet, budowę wszechświata, gwiazdy, komety, słońce i światło. Czwarta, traktująca o Ziemi i zjawiskach ziemskich, obejmująca 207 tez, omawia pochodzenie Ziemi, jej podział, naturę czterech żywiołów i naturę zmysłów i introspekcji. Do tekstu dołącza się także obszerny spis zasad. Nigdy nie powstały zamierzone przez Kartezjusza część piąta i szósta, mające traktować o człowieku i zwierzętach.
Duże znaczenie dla filozofii mają jedynie oba listy, część pierwsza i początek części drugiej. Część pierwsza i druga stanowi bardziej systematyczny i szczegółowy wykład zagadnień omówionych w Rozprawie o metodzie i w Medytacjach o pierwszej filozofii, mimo większej dojrzałości nie ma w nich jednak niemal żadnych nowych idei. Także pod względem stylu, wartości literackiej i świeżości Zasady ustępują wcześniejszym pismom Kartezjusza. Tok wykładu jest suchy, nie ma w Zasadach charakterystycznej dla Rozprawy atmosfery wewnętrznego napięcia, walki i zwycięstwa ze zwątpieniem, jednocześnie powściągliwego i namiętnego monologu wewnętrznego.
Partie dzieła omawiające zagadnienia fizyczne nie należą natomiast do największych osiągnięć Kartezjusza w dziedzinie fizyki, a często mają jedynie charakter ciekawostek historycznych. W znacznej mierze nie odpowiadają założeniom metodologicznym samego Kartezjusza, a jako twory czystej fantazji spotkały się ze szczególnie ostrą krytyką fizyków newtonistów. Oryginalne i nowatorskie w zakresie fizyki jest w Zasadach kartezjańskie prawo zachowania ruchu stanowiące – bardzo jeszcze niejasną, odległą od sformułowania właściwego i zmieszaną z błędnymi wyobrażeniami – pierwotną postać prawa zachowania energii. W swoim prawie zachowania ruchu Kartezjusz głosi, że skoro Bóg włożył w materię przy stworzeniu świata pewną określoną ilość ruchu, byłoby absurdem sądzić, że ilość ta może ulegać zmianie, bo wtedy trzeba by przyjąć, że zmianie może podlegać sposób działania ruchu. W drugiej części Zasad Kartezjusz dowodzi więc, że Bóg stale troszczy się o zachowanie we wszechświecie tej samej ilości ruchu, jaką włożył w niego na początku. Ilość ruchu może ulegać zmianie w różnych częściach wszechświata, ale jego suma pozostaje stała, dzięki czemu ciało wprawiające w ruch drugie ciało może tracić dokładnie tyle samo ruchu, ile mu udziela.
Zasady były też głównym punktem odniesienia interpretacji filozofii Kartezjusza przez Spinozę i Leibniza, jako że obaj filozofowie napisali do tego dzieła komentarze.

## Spis zasad[9]

### Część I – O zasadach poznania ludzkiego
1. Trzeba, aby ten, kto poszukuje prawdy, raz w życiu zwątpił o wszystkim, ile tylko zdoła. 2. Rzeczy wątpliwe uważać za fałszywe. 3. Tego wątpienia nie należy jednak stosować w praktyce życiowej. 4. Dlaczego możemy wątpić o rzeczach zmysłowych? 5. Dlaczego też [wątpić możemy] o dowodach matematycznych? 6. Przysługuje nam wolny wybór, który nam pozwala wstrzymywać się od sądzenia w sprawach wątpliwych i w ten sposób unikać błędu. 7. Nie możemy wątpić, że istniejemy, skoro wątpimy; a to jest rzecz pierwsza, którą poznajemy, filozofując jak należy. 8. Stąd poznaje się różnice między duszą a ciałem, czyli między rzeczą myślącą a cielesną. 9. Czym jest myślenie? 10. [Rzeczy] najprostsze i same przez się znane stają się mniej jasne na skutek definicji logików i nie należy wyliczać ich wśród poznań uzyskanych przez badanie. 11. Jakim sposobem lepiej znamy nasz umysł aniżeli ciało? 12. Dlaczego nie wszyscy jednakowo [o tym] sądzą? 13. W jakim znaczeniu poznanie pozostałych rzeczy zawisło od poznania Boga? 14. Z tego, że w naszym pojęciu Boga zawarta jest konieczność istnienia, słusznie można wnosić, że Bóg istnieje. 15. Odmiennie natomiast w pojęciach innych rzeczy zawarte jest niekonieczne, lecz tylko przypadkowe istnienie. 16. Przesądy przeszkadzają, by każdy jasno poznał ową konieczność istnienia Boga. 17. Im większa jest obiektywna doskonałość którejś z naszych idei, tym doskonalsza powinna być jej przyczyna. 18. Stąd znowu wniosek, że Bóg istnieje. 19. Jeśli nawet nie pojmujemy natury Boga, to jednak jaśniej niż cokolwiek innego pojmujemy Jego doskonałości. 20. Nie przez nas samych tylko przez Boga jesteśmy stworzeni, a zatem On istnieje. 21. Trwanie naszego istnienia jest wystarczającym dowodem istnienia Boga. 22. Ten, kto naszym sposobem poznaje istnienie Boga, poznaje zarazem, że wszystkie Jego atrybuty poznawalne są siłą przyrodzonego umysłu. 22. Bóg jest bezcielesny i nie czuje tak jak my ani też nie chce złośliwości grzechu. 24. Przechodzić od poznania Boga do poznania istot stworzonych, pamiętając, że On jest nieskończony, a my skończeni. 25. Należy wierzyć we wszystko, co Bóg objawił, choćby to przekraczało nasze pojmowanie. 26. Nie powinno się nigdy dysputować o tym, co nieskończone, a tylko te rzeczy, w których nie dostrzegamy żadnych granic, jakimi są rozciągłość świata, podzielność części materii, liczba gwiazd etc., uważać za nieograniczone. 27. Jakie zachodzą różnice między tym, co nieskończone, a tym, co nieograniczone? 28. Należy badać nie celowe, tylko sprawcze przyczyny rzeczy. 29. Bóg nie jest przyczyną błędów. 30. Stąd wynika, że wszystko, co ujmujemy jasno, jest prawdziwe i odpadają rozważane wpierw wątpliwości. 31. Błędy nasze, jeśli odnosić je do Boga, są tylko negacjami; jeśli do nas – brakami. 32. Dwie są w nas tylko doprawdy modyfikacje myślenia: ujmowanie przez umysł i akt woli. 33. Błądzimy tylko wtedy, gdy o rzeczy niedostatecznie ujętej wydajemy sądy. 34. Nie tylko intelekt, ale i wola potrzebna jest do wydawania sądów. 35. Ponieważ [wola] dalej sięga, dlatego jest przyczyną błędów. 36. Nie można o nasze błędy winić Boga. 37. Najwyższą doskonałością człowieka jest to, że działa swobodnie, czyli przez wolę i wskutek tego staje się godny pochwały lub nagany. 38. To, że błądzimy, jest niedoskonałością naszego działania, a nie naszej natury. I często winy poddanych można przypisać innym panom, nigdy natomiast Bogu. 39. Wolność wyboru sama przez się jest znana. 40. Pewną jest też rzeczą, że wszystko z góry już zostało przez Boga zarządzone. 41. W jaki sposób godzą się ze sobą równocześnie wolność naszego wyboru i boskie z góry zrządzenie? 42. W jaki sposób, mimo że nie chcemy się mylić, jednak własnowolnie się mylimy? 43. Nigdy nie błądzimy, gdy zgadzamy się jedynie na to tylko, co jasno i wyraźnie ujmujemy. 44. Zawsze źle sądzimy, gdy zgadzamy się na to, czego jasno nie ujmujemy, choćbyśmy przypadkiem natrafili wtedy na prawdę; zdarza się to dlatego, że przyjmujemy, jakoby te rzeczy dostatecznie wpierw były przez nas zbadane. 45. Czym jest jasne, czym wyraźne ujęcie? 46. Na przykładzie bólu pokazuje się, że ujęcie jakieś może być jasne, choć nie jest wyraźne. 47. Aby uleczyć przesądy dziecinnego wieku, trzeba rozpatrzyć proste pojęcia, i to, co w każdym z nich jest jasne. 48. Wszystko, co podpada pod nasze ujęcie, można uważać za rzeczy lub stany rzeczy albo też za prawdy wieczne; wyliczenie rzeczy. 49. Nie można w ten sposób wyliczyć prawd wiecznych, ale i nie jest to potrzebne. 50. Te [prawdy] jasno są ujmowane, ale z powodu przesądów nie wszystkie przez wszystkich. 51. Czym jest substancja i że ta nazwa nie przysługuje w tym samym znaczeniu Bogu i bytom stworzonym. 52. O tym, że przysługuje ona jednoznacznie umysłowi i ciału, i w jaki sposób je się poznaje. 53. Każdej substancji przysługuje jeden główny atrybut, a mianowicie umysłowi myślenie, ciału rozciągłość. 54. W jaki sposób możemy mieć jasne i wyraźne pojęcia substancji myślącej i cielesnej, jak również i Boga? 55. W jaki sposób pojmuje się też wyraźnie trwanie, porządek i liczbę? 56. Czym są modyfikacje, jakości i atrybuty? 57. Niektóre atrybuty są w rzeczach samych, inne w myśleniu. I czym jest trwanie i czas? 58. Liczba i wszystkie przedmioty ogólne (universalia) nie są niczym innym jak tylko modyfikacjami myślenia. 59. W jaki sposób powstają przedmioty ogólne; i czym jest pięć powszechnie przyjmowanych: rodzaj, gatunek, różnica, własność, akcydens? 60. O różnościach, a przede wszystkim o różności realnej. 61. O różności modalnej. 62. O różności logicznej. 63. W jaki sposób można poznać wyraźnie myślenie i rozciągłość jako konstytuujące naturę umysłu i naturę ciała? 64. W jaki sposób także jako modyfikacje substancji? 65. W jaki sposób poznaje się też modyfikacje ich samych? 66. W jaki sposób poznajemy jasno: wrażenia zmysłowe, uczucia i pożądania, chociaż często błędnie o nich sądzimy? 67. Często błądzimy nawet w sądzie o bólu. 68. W jaki sposób to, co w nich jasno poznajemy, odróżnić można od tego, w czym możemy się mylić? 69. Zupełnie inaczej aniżeli barwy, bóle etc. poznaje się wielkość, kształt etc. 70. Możemy w dwa sposoby wydawać sąd o rzeczach zmysłowych; jeden z nich pozwala nam ustrzec się od błędu, drugi sprawia, że w błąd popadamy. 71. Główna przyczyna błędów bierze się z przesądów dzieciństwa. 72. Drugą przyczyną błędów jest to, że przesądów nie możemy wyzbyć się z pamięci. 73. Trzecia przyczyna jest ta, że nuży nas skupianie uwagi na rzeczach, które nie są obecne dla zmysłów. Dlatego przywykliśmy sądzić o nich nie na podstawie aktualnego ujęcia, tylko na podstawie z góry powziętego mniemania. 74. Czwartą przyczyną jest to, że pojęcia nasze wiążemy ze słowami nieodpowiadającymi dokładnie rzeczom. 75. Streszczenie tego, czego przestrzegać należy, aby móc poprawnie filozofować. 76. Nad nasze ujęcie rzeczy przenosić trzeba autorytet boski, ale abstrahując od tego, nie przystoi filozofowi uznawać innych rzeczy prócz tych, które zostały ujęte.

### Część II – O zasadach rzeczy materialnych
1. Na podstawie jakich racji poznaje się w sposób pewny istnienie rzeczy materialnych? 2. Na podstawie jakich racji poznajemy także, że ciało ludzkie ściśle złączone jest z umysłem? 3. Spostrzeżenia zmysłowe nie uczą o tym, co jest naprawdę w rzeczach, lecz o tym, co dla złożonej ludzkiej istoty (humano composito) jest pożyteczne lub szkodliwe. 4. Natura ciała nie polega na ciężarze, twardości, barwie lub tym podobnych rzeczach, lecz jedynie na samej rozciągłości. 5. Przesądy na temat rozrzedzenia i próżni czynią niejasną ową naturę ciała. 6. Jak powstaje rozrzedzanie? 7. Nie można zrozumiale wyjaśnić [rozrzedzania] w inny sposób. 8. Wielkość i liczba różnią się tylko logicznie od rzeczy wielkiej i policzonej. 9. Odróżniając substancję cielesną od jej wielkości, pojmuje się ją niewyraźnie niby niecielesną. 10. Czym jest przestrzeń, czyli miejsce wewnętrzne? 11. Jakim sposobem w rzeczywistości nie różni się [rozciągłość] od substancji cielesnej? 12. Jak rozróżni się od tejże [substancji cielesnej] sposobem, w który się ją pojmuje? 13. Czym jest miejsce zewnętrzne? 14. Czym różnią się miejsce i przestrzeń? 15. W jaki sposób miejsce zewnętrzne uważa się słusznie za powierzchnię ciała otaczającego? 16. Zbija się pogląd, że istnieje próżnia, czyli [przestrzeń], w której wcale nie ma rzeczy. 17. Próżnia w potocznym rozumieniu nie wyklucza wszelkiego ciała. 18. W jaki sposób należy poprawić błędny sąd, dotyczący próżni pojmowanej bezwzględnie? 19. Na tej podstawie potwierdza się to, co się mówiło o rozrzedzaniu. 20. To dowodzi również, że nie mogą być dane żadne atomy. 21. Podobnie i świat jest rozciągły nieograniczenie. 22. Jedna i ta sama jest też materia nieba i ziemi. I nie może być wiele światów. 23. Wszelka odmiana materii, czyli różnorodność wszelka jej postaci, zależy od ruchu. 24. Czym jest ruch według potocznego mniemania? 25. Czym jest ruch w znaczeniu właściwym? 26. Nie trzeba więcej działania dla ruchu niż dla spoczynku. 27. Ruch i spoczynek są tylko różnymi modyfikacjami poruszanego ciała. 28. Ruch we właściwym zrozumieniu do niczego innego się nie odnosi, jak tylko do ciał przylegających do tego, które się porusza. 29. I odnosi się tylko do tych ciał przyległych, które uważamy za będące w spoczynku. 30. Dlaczego z dwóch ciał przyległych, które nawzajem się od siebie oddzielają, raczej o jednym niż o drugim mówimy, że się porusza? 31. W jaki sposób w tym samym ciele mogą być różne niezliczone ruchy? 32. W jaki sposób można też zamiast wielu ruchów brać pod uwagę tylko ruch właściwy, jedyny dla każdego ciała? 33. W jaki sposób przy każdym ruchu równocześnie porusza się cały krąg ciał? 34. Wynika stąd podział materii na cząstki w istocie nieograniczone, choć są one dla nas niepojęte. 35. W jaki sposób dokonuje się ów podział: i że nie należy wątpić o tym, że się dokonuje, choćby to było niezrozumiałe. 36. Bóg jest pierwotną przyczyną ruchu i zawsze tę samą ilość ruchu zachowuje we wszechświecie. 37. Pierwsze prawo natury: że każda rzecz, o ile sama jest w sobie, zawsze pozostaje w tym samym stanie; a także to, co raz zostało w ruch wprawione, zawsze dąży do ruchu. 38. O ruchu przedmiotów rzucanych. 39. Drugie prawo natury: że każdy ruch sam w sobie jest ruchem po prostej i dlatego te ciała, które poruszają się ruchem obrotowym, zawsze dążą do oddalania się od środka koła, które opisują. 40. Trzecie prawo: jedno ciało zderzając się z drugim, silniejszym nie traci nic ze swego ruchu; zderzając się jednak ze słabszym, tyle traci, ile na tamto przenosi. 41. Uzasadnienie pierwszej części tej reguły. 42. Uzasadnienie drugiej części. 43. Na czym polega siła każdego ciała do działania lub stawiania oporu? 44. Ruch nie jest przeciwieństwem [innego] ruchu, tylko spoczynku; a determinacja ruchu w jednym kierunku [jest przeciwieństwem] determinacji w kierunku przeciwległym. 45. W jaki sposób można określić, ile w każdym ciele zmienia się ruchu na skutek zderzenia się z innymi ciałami; a to zaś zgodnie z następującymi regułami? 46. Pierwsza. 47 Druga. 48. Trzecia. 49. Czwarta. 50. Piąta. 51. Szósta. 52. Siódma. 53. Stosowanie tych reguł jest trudne, ponieważ każde ciało równocześnie styka się z wieloma innymi. 54. Które ciała są stałe, a które ciekłe? 55. Części ciał stałych nie są ze sobą złączone żadną inną więzią prócz swego spoczynku. 56. Cząstki cieczy poruszają się z jednakową siłą we wszystkich kierunkach; a ciało stałe, istniejące w cieczy, przez najmniejszą nawet siłę może być zdeterminowane do ruchu. 57. Udowodnienie tej rzeczy. 58. Jeżeli jakieś cząstki cieczy poruszają się wolniej, aniżeli znajdujące się w niej ciało stałe, nie ma ona w tej swojej części charakteru cieczy. 59. Ciało stałe, pchnięte przez inne ciało stałe, niecały swój ruch od niego przejmuje, lecz częściowo także od otaczającej go cieczy. 60. Nie może jednak [ciało B] otrzymać od tej cieczy większej prędkości aniżeli ta, którą ma od ciała stałego, nadającego mu impuls. 61. Gdy ciało ciekłe całe naraz porusza się w jakimś kierunku, z koniecznością niesie z sobą [zanurzone w nim] ciało stałe. 62. Ciało stałe nie porusza się jeszcze, gdy w ten sposób niesie je z sobą inne ciekłe. 63. Dlaczego niektórym ciałom przysługuje tak wielka stałość, że choć są małe, nie możemy ich łatwo naszymi rękoma rozłączyć? 64. Nie inne zasady dopuszczam i obieram w fizyce, jak w geometrii i matematyce czystej, bo w ten sposób wyjaśnia się wszystkie zjawiska przyrody i można odnośnie do nich dać jakieś pewne dowody.

### Część III – O świecie widzialnym
1. Nie można sobie pomyśleć dzieł bożych zbyt wspaniałymi. 2. Strzec się należy, byśmy zbyt dumne żywiąc o sobie mniemanie, nie zakładali, że pojąć możemy cele, które Bóg, stwarzając świat, sobie zakreślił. 3. W jakim znaczeniu można mówić, że wszystko zrobione zostało ze względu na człowieka? 4. O zjawiskach, tj. doświadczeniach i o ich znaczeniu dla filozofowania. 5. Jaki jest stosunek odległości i wielkości między Słońcem, Ziemią i Księżycem? 6. Jaka jest odległość pozostałych planet od Słońca? 7. O gwiazdach stałych można założyć, że są niezmiernie odległe. 8. Ziemia widziana z nieba nie powinna wyglądać inaczej aniżeli którakolwiek z planet mniejszych od Jowisza i Saturna. 9. Słońce i gwiazdy stałe świecą własnym światłem. 10. Księżyc i inne planety biorą [swoje] światło od Słońca. 11. Ziemia pod względem światła nie różni się od planet. 12. Ziemia oświeca Księżyc, gdy ten jest na nowiu. 13. Słońce zaliczyć można do gwiazd stałych, Ziemię do planet. 14. Gwiazdy stałe zawsze zachowują między sobą stałą odległość, planety natomiast nie zachowują jej. 15. Te zjawiska [ruchu] planet można wyjaśniać za pomocą różnych hipotez. 16. Hipoteza Ptolemeusza nie odpowiada dostatecznie zjawiskom. 17. Hipotezy Kopernika i Tychona rozpatrywane jako hipotezy nie różnią się między sobą. 18. Tycho mniej przypisał Ziemi ruchu w słowach, ale w rzeczywistości więcej niż Kopernik. 19. Ja przeczę ruchowi Ziemi, postępując ściślej aniżeli Kopernik, a w sposób bardziej z prawdą zgodny aniżeli Tycho. 20. Należy przyjąć, że gwiazdy stałe najbardziej oddalone są od Saturna. 21. Słońce, podobnie jak płomień, składa się z materii w istocie wielce ruchliwej, ale nie wędruje z tego powodu z jednego miejsca na drugie. 22. Słońce różni się od płomienia tym, że nie potrzebuje tak być podsycane. 23. Żadne gwiazdy stałe nie pozostają w tej samej sferze, lecz każda z nich ma dokoła siebie rozległą przestrzeń, niezawierającą innych gwiazd stałych. 24. Niebiosa są płynne. 25. Niebiosa unoszą ze sobą wszystkie zawarte w nich ciała. 26. Ziemia spoczywa w stosunku do swego nieba, niemniej przeto ono ją ze sobą unosi. 27. To samo mniemać należy o wszystkich planetach. 28. Ściśle mówiąc, nie poruszają się ani Ziemia, ani żadne planety; chociaż niebo je unosi. 29. Żadnego ruchu nie należy też przypisywać Ziemi, chociaż się bierze [słowo] „ruch” niewłaściwie, [a] zgodnie z potocznym użyciem; lecz słusznie powiedzieć można tylko, że inne planety się ruszają. 30. Niebo unosi wszystkie planety wokół Słońca. 31. W jaki sposób unoszone są poszczególne planety? 32. W jaki sposób [przenoszą się też] plamy na Słońcu? 33. W jaki sposób także Ziemia obraca się dokoła własnego środka, a Księżyc dokoła Ziemi? 34. Ruchy niebios nie są doskonale koliste. 35. O aberracji planet na szerokość. 36. O ruchu na odległość. 37. Na gruncie tej hipotezy najłatwiej zrozumieć można wszystkie zjawiska. 38. Według hipotez Tychona należy powiedzieć, że Ziemia porusza się dokoła własnego środka. 39. A [z hipotezy Tychona wynika] także, że rocznym obiegiem porusza się ona wokół Słońca. 40. Przenoszenie Ziemi nie powoduje żadnej zmiany w wyglądzie gwiazd stałych ze względu na bardzo wielkie ich oddalenie. 41. Ta odległość gwiazd stałych potrzebna jest też dla ruchu komet, co do których już wiadomo, że znajdują się wśród niebios. 42. Wszystko, co tu widzimy na Ziemi, należy również do zjawisk, ale nie ma potrzeby na wstępie wszystkiego brać pod uwagę. 43. Jest prawie rzeczą niemożliwą, aby przyczyny, z których można jasno wywieść wszystkie zjawiska, nie były prawdziwe. 44. Chcę jednakoż te rzeczy, które tu przedstawiam, uważać tylko za hipotezy. 45. A przyjmę tu nawet niektóre inne, o których wiadomo, że są fałszywe. 46. Jakie są więc założenia, które tu przyjmuję dla wyjaśnienia wszystkich zjawisk? 47. Fałszywość tych założeń nie przeszkadza, aby mimo to twierdzenia z nich wywiedzione mogły być prawdziwe i pewne. 48. W jaki sposób wszystkie cząstki materii nieba przybrały postać kulistą? 49. Dokoła tych cząstek kulistych powinna się znajdować inna delikatniejsza materia. Cząstki tej delikatniejszej materii najłatwiej rozdzielają się. 51. Najszybciej się poruszają. 52. Trzy są elementy tego widzialnego świata. 53. Można też wyróżnić w przestrzeni troje niebios. 54. W jaki sposób utworzone zostały Słońce i gwiazdy stałe? 55. Czym jest światło? 56. Jak rozumieć należy dążenie do ruchu w rzeczach nieożywionych? 57. W jaki sposób w tym samym ciele mogą współistnieć dążenia do różnych ruchów? 58. W jaki sposób ciała poruszające się ruchem obrotowym usiłują oddalać się od swego centrum? 59. Jaka jest siła tego dążenia? 60. To dążenie znajduje się w materii niebios. 61. To dążenie sprawia, że ciała Słońca i gwiazd stałych są okrągłe. 62. To samo sprawia, że materia usiłuje oddalać się od wszystkich punktów niebieskich otoczenia którejkolwiek bądź gwiazdy czy Słońca. 63. Kuleczki materii niebieskiej nie przeszkadzają sobie wzajemnie w tym dążeniu. 64. Wszystkie własności światła sprowadzają się do tego dążenia tak, iż można uznać, że za jego sprawą światło spływa z gwiazd, chociażby żadnej na tych gwiazdach nie było siły. 65. Bieguny każdego wiru niebios stykają się z częściami innych wirów, oddalonymi od ich biegunów. 66. Aby ruchy tych wirów były ze sobą zgodne, muszą się w pewien sposób odchylać. 67. Bieguny dwóch wirów nie mogą się stykać ze sobą. 68. Te wiry są co do wielkości równe. 69. Materia pierwszego elementu spływa z biegunów każdego wiru ku środkowi, a ze środka rozchodzi się w kierunku innych części. 70. Nie można tego samego myśleć o materii drugiego elementu. 71. Jaka jest przyczyna tej różnorodności? 72. W jaki sposób porusza się materia, z której składa się Słońce. 73. Rozmaite są nierówności w położeniu ciała Słońca. 74. Rozmaite są też [nierówności] w ruchu materii pierwszego elementu. 75. To jednak nie przeszkadza, aby jego kształt był okrągły. 76. O ruchu pierwszego elementu, w czasie gdy przebywa pomiędzy kuleczkami elementu drugiego, 77. W jaki sposób światło słoneczne rozchodzi się nie tylko w kierunku ekliptyki, ale także w stronę biegunów? 78. W jaki sposób rozchodzi się [światło] w kierunku ekliptyki? 79. Jak łatwo od ruchu jednego drobnego ciała poruszają się inne, nawet najbardziej od niego oddalone? 80. W jaki sposób światło słoneczne zdąża ku biegunom? 81. Czy jednakowa jest siła [światła] na biegunach i w ekliptyce? 82. Kuleczki drugiego elementu bliższe Słońca są mniejsze i szybciej się poruszają od tych, które są bardziej oddalone, aż do pewnej odległości, poza którą wszystkie pod względem wielkości są równe i tym szybciej się poruszają, im są bardziej od Słońca odległe. 83. Dlaczego najbardziej odległe [cząstki] szybciej się poruszają aniżeli te, które znacznie mniej są oddalone? 84. Dlaczego kuleczki najbliższe Słońca poruszają się też szybciej aniżeli nieco bardziej oddalone? 85. Dlaczego kuleczki bliższe Słońca są mniejsze od tych, które bardziej są oddalone? 86. Kuleczki drugiego elementu poruszają się równocześnie w rozmaite sposoby, wskutek czego stają się dokładnie sferyczne. 87. Różne są stopnie prędkości w drobinach pierwszego elementu. 88. Te jej drobiny najmniej mające prędkości, tę, którą posiadają, łatwo przenoszą na inne i nawzajem ze sobą się łączą. 89. Takie przylegające do siebie wzajem drobiny występują zwłaszcza w tej materii pierwszego elementu, która przenosi się od biegunów do centrów wirów. 90. Jaki jest kształt tych drobin, które w dalszym ciągu zwać będziemy cząstkami żłobkowanymi? 91. Cząstki przybywające z przeciwległych biegunów skręcają się w sposób przeciwny. 92. Trzy tylko na nich są rowki. 93. Między cząstkami żłobkowanymi i ze wszystkich najmniejszymi istnieją różnorakie wielkości innych cząstek elementu pierwszego. 94. W jaki sposób tworzą się z nich plamy na powierzchni Słońca czy gwiazd? 95. Stąd poznaje się główne własności tych plam. 96. W jaki sposób te plamy giną, a powstają nowe? 97. Dlaczego na krańcu niektórych z nich pojawiają się kolory tęczy? 98. W jaki sposób plamy zmieniają się w płomienie lub na odwrót? 99. Na jakie cząstki rozpadają się te plamy? 100. W jaki sposób z nich samych powstaje dokoła Słońca i gwiazd eter? Ten eter i owe plamy zaliczyć należy do trzeciego elementu. 101. Tworzenie się i zanikanie plam zależy od przyczyn wielce niepewnych. 102. W jaki sposób ta sama plama zakryć może całe jakieś ciało niebieskie? 103. Dlaczego niekiedy widziano Słońce ciemniejszym i dlaczego zmieniają się pozornie wielkości niektórych gwiazd? 104. Dlaczego niektóre gwiazdy stałe znikają lub niespodziewanie się pojawiają? 105. Wiele jest w plamach przejść, którymi swobodnie przedostają się cząstki żłobkowane. 106. Jakie jest rozmieszczenie tych przejść? 107. Dlaczego też te cząstki, które przychodzą od jednego bieguna, nie przedostają się przez te same przejścia, co te, które przybywają od drugiego? 108. W jaki sposób materia pierwszego elementu przepływa przez te przejścia? 109. O tym, że również inne przejścia przecinają się z tamtymi na krzyż. 110. O tym, że światło gwiazdy zaledwie może przedostawać się przez plamę. 111. Opis gwiazdy pojawiającej się niespodziewanie. 112. Opis gwiazdy powoli znikającej. 113. We wszystkich plamach wiele przesmyków drążą cząstki żłobkowane. 114. Ta sama gwiazda może na przemian zjawiać się i znikać. 115. Niekiedy cały wir, w którego centrum znajduje się gwiazda, może ulec zniszczeniu. 116. W jaki sposób [wir] może ulec zniszczeniu, zanim liczne plamy zgromadzą się koło jego gwiazdy? 117. W jaki sposób bardzo liczne plamy mogą się znajdować wokół jakiejś gwiazdy, zanim jej wir ulegnie zniszczeniu? 118. W jaki sposób powstają te liczne plamy? 119. W jaki sposób gwiazda stała zmienia się w kometę lub planetę? 120. Dokąd przenosi się taka gwiazda, skoro tylko przestaje być gwiazdą stałą? 121. Co rozumiemy przez gęstość ciał, a co przez ich ilość ruchu? 122. Gęstość zależy nie od samej tylko materii, ale także od wielkości i kształtu. 123. W jaki sposób kuleczki materii niebieskiej mogą być bardziej gęste aniżeli całe jakieś ciało niebieskie? 124. W jaki sposób mogą też być mniej gęste? 125. W jaki sposób niektóre są bardziej, a inne mniej gęste od jakiegoś ciała niebieskiego? 126. O zasadzie ruchu komety. 127. O dalszym ruchu komety poprzez różne wiry. 128. Zjawiska komet. 129. Wyjaśnienie tych zjawisk. 130. W jaki sposób światło gwiazd stałych dociera aż do Ziemi? 131. Czy gwiazdy stałe widoczne są w prawdziwych miejscach i czym jest firmament? 132. Dlaczego nie widzimy gwiazd stałych, gdy znajdują się poza naszym niebem; a mimochodem: dlaczego węgiel jest czarny, a popiół biały? 133. O warkoczu komet i różnych jego zjawiskach. 134. O pewnej refrakcji, od której ów warkocz zależy. 135. Wyjaśnienie tej właśnie refrakcji. 136. Wyjaśnienie pojawiania się warkocza [komety]. 137. W jaki sposób ukazują się także pochodnie? 138. Dlaczego nie widać zawsze ogona komet w stronie wprost przeciwnej Słońca i dlaczego nie zawsze wydaje się on prosty? 139. Dlaczego takie warkocze nie zjawiają się dokoła gwiazd stałych lub planet? 140. O zasadzie ruchu planet. 141. Przyczyny, od których zależą zakłócenia ruchu planety. Pierwsza. 142. Druga. 143. Trzecia. 144. Czwarta. 145. Piąta. 146. O pierwszym początku wszystkich planet. 147. Dlaczego niektóre planety są bardziej oddalone od Słońca? Nie zależy to tylko od ich wielkości. 148. Dlaczego planety, znajdujące się bliżej Słońca, poruszają się szybciej od innych; a przecież plamy słoneczne poruszają się najwolniej? 149. Dlaczego Księżyc krąży dokoła Ziemi? 150. Dlaczego Ziemia obraca się dokoła swojej osi? 151. Dlaczego Księżyc przenosi się prędzej od Ziemi? 152. Dlaczego Księżyc zwraca się zawsze tą samą prawie stroną do Ziemi? 153. Dlaczego Księżyc szybciej zdąża i mniej ma zakłóceń w swym ruchu, gdy jest w pełni lub na nowiu aniżeli w kwadrach i dlaczego jego niebo nie jest okrągłe? 154. Dlaczego drugorzędne planety, które są dokoła Jowisza, poruszają się tak szybko, te zaś, które są dokoła Saturna tak wolno lub wcale się nie poruszają? 155. Dlaczego bieguny równika i ekliptyki bardzo są od siebie odległe? 156. Dlaczego stopniowo nawzajem do siebie się zbliżają? 157. Ostatnia i najogólniejsza przyczyna wszelkich dostrzegalnych odchyleń w ruchach ciał niebieskich.

## Przekład polski
Jako pierwszy fragmenty Zasad przełożył na język polski Leszek Kołakowski – kilka artykułów części drugiej ukazało się w jego wyborze Wybrane teksty z historii filozofii: Filozofia XVII wieku. Francja. Holandia. Niemcy. (Warszawa 1959). Cytaty z Zasad znajdują się także w przekładzie Rozmowy z Burmanem. Jedyny pełny przekład, autorstwa Izydory Dąmbskiej, ukazał się nakładem PWN w serii Biblioteka Klasyków Filozofii w 1960. Stanowił on szóste dzieło Kartezjusza wydane w ramach BKF – po Medytacjach, Zarzutach i Odpowiedziach i Rozmowie z Burmanem (wydanych łącznie) oraz Prawidłach kierowania umysłem i Namiętnościach duszy. Przekład został oparty na krytycznym wydaniu tekstu łacińskiego zawartym w 8 tomie wydania Adama i Tanneryego, stanowiącym przedruk editio princeps noszącego tytuł Renati Des-Cartes Principa philosophie. Amstelodami, apud Ludovicum Elzevirium. Anno 1644. Cum privilegiis, ze znakiem wydawcy Minerwa. W redakcji książki uczestniczyli Irena Krońska (Sekretarz Komitetu Redakcyjnego), Kazimierz Leśniak (który przejrzał tłumaczenie), Narcyza Szancerowa i Armin Teske (który skontrolował terminologię przyrodniczą). Tłumaczka opierała się na konwencjach terminologicznych przyjętych w BKF przy wydawaniu poprzednich dzieł Kartezjusza.

## Pierwsze wydania
- 1644 – Principia philosophiae. Amsterdam: Elzevir, pdf,
- 1647 – Les principes de la philosophie (tłum. Claude Picot, wyd. rozszerzone). Paryż: Henry Le Gras, pdf,